# تساغکاشن، مارتاکرت
تساغکاشن (ارمنی: Ծաղկաշեն) یک منطقهٔ مسکونی در جمهوری آرتساخ است که در استان مارتاکرت واقع شده‌است و بر طبق سرشماری سال ۲۰۰۵ بالغ بر ۱۳۷ تن جمعیت دارد.